# Phthitia alexandri
Phthitia alexandri är en tvåvingeart som beskrevs av Richards 1955. Phthitia alexandri ingår i släktet Phthitia och familjen hoppflugor. Inga underarter finns listade i Catalogue of Life.